# Colom carablanc
El colom carablanc (Turacoena manadensis) és una espècie d'ocell de la família dels colúmbids (Columbidae) que habita zones boscoses de Sulawesi i algunes illes properes.